# Stéphane Miquel
Pour les articles homonymes, voir Miquel.
Stéphane Miquel, né en 1970, est un auteur, scénariste et comédien français.

## Biographie
Journaliste et photographe pour des magazines de nature et de voyage jusqu'au milieu des années 1990, Stéphane Miquel entame à partir de 2000 une carrière d’auteur et de scénariste. Il publie des romans graphiques, notamment des adaptations d'oeuvres d'auteurs de classiques de la littérature : Robert-Louis Stevenson, Joseph Conrad, ou Fedor Dostoievski avec le dessinateur Loïc Godart.
Il vit et travaille en Belgique.

## Albums
- Les Insurgés d'Edaleth, avec Nicolas Tackian (co-scénario) et Alain Brion (dessin), 3 vol., Soleil, coll. « Mondes futurs », 2004-2007

1. Cantiques, avril 2004  (ISBN 2-84565-746-3)[4].
2. Croisade, octobre 2005  (ISBN 2-84946-099-0)[5],[6].
3. Libération, novembre 2007  (ISBN 978-2-84946-936-1)[7],[8].

- L'Anatomiste, co-scénario de Nicolas Tackian, de Loïc Godart, Soleil, coll. « Latitudes », 2005[9]
- Kookaburra Universe, Soleil

5. Les Larmes de Gosharad, 2005, scénario : Nicolas Tackian et Stéphane Miquel, dessin : Ludolullabi
- Bad Legion, avec Nicolas  Tackian (scénario), Mike Ratera et Axel Gonzalbo (dessin), Soleil Productions, 2006[10]
- Black Bank, Soleil Productions

1. Business Clan, scénario de Nicolas Tackian et Stéphane Miquel, dessin de Clément Sauvé, 2007

- Septième Ange, Kenjo Aoki (dessin), Soleil, 2007[11]
- Le Joueur (d'après Fedor Dostoievski), avec Loïc Godart, Soleil, coll. « Noctambule », 2010[3].
- Au cœur des ténèbres (d'après Joseph Conrad), avec Loïc Godart, Soleil, coll. « Noctambule », 2014[1],[2].

## Doublage

### Cinéma

#### Films
- Ken Jeong dans (6 films) :
  - En cloque, mode d'emploi (2007) : Dr Kuni
  - Les Grands Frères (2008) : King Argotron
  - Thérapie de couples (2009) : thérapeute
  - No Pain No Gain (2013) : Johnny Wu
  - Killing Hasselhoff (2018) : Chris
  - Tom et Jerry (2021) : Jackie

- Shane West dans (3 films) :
  - Dunes de sang (2009) : Jeff Keller
  - The Lodger (2009) : Street
  - Red Sky (2014) : Tom Craig

- Jack McBrayer dans : 
  - Sans Sarah, rien ne va ! (2008) : Darald
  - Mille mots (2012) : le Barista du Starbuck

- 2003 : Hulk : Harper (Kevin Rankin)
- 2010 : The Dinner : Davenport (P. J. Byrne)
- 2011 : Captain America: First Avenger : Jim Morita (Kenneth Choi)
- 2018 : Titan : Zane Gorski (Aaron Heffernan)
- 2022 : Une amie au poil : Boden (Aaron Spargo)
- 2022 : Le Couteau par la lame : Ernst Pul (Jonjo O'Neill)
- 2022 : Jerry and Marge Go Large : Raj (Subhash Mandal)
- 2023 : Fingernails (en) : ? (?)

#### Films d'animation
- 2005 : The Wave of Rage : voix additionnelles
- 2011 : One Piece: Strong World : un homme de Shiki
- 2013 : One Piece épisode d'Alabasta : Les Pirates et la princesse du désert : Koza
- 2013 : One Piece épisode de Chopper : Le Miracle des cerisiers en hiver : Wapol
- 2013 : One Piece : Z : voix additionnelles
- 2024 : Ummi et Zaki (court métrage) de Daniela Opp[12]

### Télévision

#### Téléfilms
- 2019 : Cinq cartes de vœux pour Noël : Todd (Geoff Gustafson)
- 2022 : L'Héritage des Lockhart : Arnold (Michael Gordon Shore)

#### Séries télévisées
- Patrick Breen dans :
  - Boston Justice (2006-2007) : Otto Beedle
  - Nurse Jackie (2010) : Martin Vobernick
  - Blue Bloods (2014) : Joseph Scott
  - Elementary (2015) : Vance Ford
  - The Good Wife (2015-2016) : le capitaine Terrence Hicks

- Alberto Ammann dans :
  - Narcos (2015-2016) : Helmer Herrera-Buitrago
  - Mars (2016-2018) : Javier Delgado

- Will Chase dans :
  - Madam Secretary (2018-2019) : Owen
  - Sharp Objects (2018) : Bob Nash

- 2001-2006 : Degrassi : La Nouvelle Génération : Joey Jeremiah (Pat Mastroianni)
- 2001-2005 : Oui, chérie ! : Stewart (Shane Edelman)
- 2004-2009 : Urgences : Dr Ray Barnett (Shane West)
- 2004-2005 : Duo de maîtres : Juge Flusser (Gunther Gillian)
- 2004-2005 : Les Quintuplés : Tyler (Adam Grimes)
- 2007 : Cane : Petez (Guillermo Díaz)
- 2008-2012 : Mad Men : Greg Harris (Sam Page)
- 2011-2012 : Les Spécialistes : Investigation scientifique : Gerry « Le Tigre » Pugliese (Antonio Grosso)
- 2012-2013 : Magic City : Ethan Bell (Chad Gall)
- 2015-2016 : Aquarius : Joe (Alex Quijano)
- 2015-2018 : Gotham : Victor Fries (Nathan Darrow)
- 2016-2018 : The Americans : l'agent Ganzel (Joseph Melendez)
- 2017 : The Strain : Pinsky (Gugun Deep Singh)
- 2017 : Victoria : John Bright (Phil Rowson)
- 2018 : Billions : Oscar Langstraat (Mike Birbiglia)
- 2018 : L'Aliéniste : Paul Kelly (Antonio Magro)
- 2018 : This Is Us : Bill (Erik Marion)
- 2018-2019 : Les Désastreuses Aventures des orphelins Baudelaire : Kevin (Robbie Amell)
- 2018-2021 : Good Girls : Gregg (Zach Gilford) (16 épisodes)
- 2018-2022 : La Méthode Flore (nl) : Jan van Vliet (Ferdi Stofmeel (nl)) (82 épisodes)
- 2018-2023 : Mayans M.C. : Nestor Oceteva (Gino Vento)
- 2019 : Star : Rashad (MAJOR.)
- 2022 : This England : Isaac Levido (James Corrigan) (mini-série)
- depuis 2022 : Une famille vraiment Loud : Harold McBride (Ray Ford)
- 2023 : Aime-moi (en) : Roland (Frank Woodley (en)) (saison 2)
- 2023 : The Lovers (en) : le chancelier Rupert Greenwood (Roger Barclay) (épisode 6)

#### Séries d'animation
- 2003 : Jackie Chan : voix diverses (épisodes 58 et 61)
- 2006-2007: Une fusée d'enfer : Brutus Duracuire
- 2009-2015 : One Piece : Eustass Kid, Shiryu, Corto et Sai (1re voix)
- 2011-2013 : Redakai: Les conquérants du Kairu : Atok, Nanuk, Rynoh, Treck
- 2014-2021 : Seven Deadly Sins : Jude
- 2017-2019 : Les Aventures de la tour Wayne : Masterson, Flowershirt, Cobby, Paul
- 2022 : Chainsaw Man : le père d'Aki
- 2023 : Four Knights of the Apocalypse : Katz
- 2023-2024 : Undead Unluck : ?

### Jeux vidéo
- 2009 : Professeur Layton et la Boîte de Pandore : Vladimir Van Herzen, Sam Léclair et Nigel
- 2010 : Vanquish :  Pr François Candide
- 2010 : Professeur Layton et le destin perdu : le premier ministre Bill Hawks
- 2011 : Total War: Shogun 2 : voix additionnelles
- 2012 : Inazuma Eleven GO 2: Chrono Stone : Ryoma Nishiki
- 2021 : New World : divers personnages
- 2024 : Final Fantasy VII Rebirth : voix additionnelles
- 2025 : Mafia: The Old Country : Corrado Bastoni